# Wuthering Heights
Wuthering Heights (traduzido para português como O Morro dos Ventos Uivantes, O Monte dos Vendavais ou ainda Colina dos Vendavais), lançado em 1847, foi o único romance da escritora britânica Emily Brontë. Hoje considerado um clássico da literatura inglesa, recebeu fortes críticas no século XIX.
Teve várias adaptações para a televisão e para o cinema, uma delas sendo dirigida pelo cineasta britânico A. V. Bramble. Na música, originou um álbum do grupo musical Genesis: Wind and Wuthering: o título do álbum é uma alusão a Wuthering Heights, e a faixa "Afterglow" aos personagens Heathcliff e Catherine. Também inspirou uma canção de sucesso, "Wuthering Heights", composta e interpretada por Kate Bush para o álbum The Kick Inside, de 1978, e posteriormente regravada pela banda Angra, em seu álbum Angels Cry, de 1993.

## Enredo

### Abertura
Em 1801, Sr. Lockwood, novo locatário da propriedade Granja da Cruz dos Tordos, localizada em Yorkshire, visita Heathcliff, seu locador, em sua remota propriedade na charneca: o Morro dos Ventos Uivantes. Durante sua visita, conhece a reservada Cathy Linton, o servente Joseph, e Hareton, um jovem analfabeto que aparenta ser outro servente. Lockwood descreve a todos como pessoas taciturnas e ao ambiente como inóspito. Preso na propriedade devido à tempestade, Lockwood lê o diário da antiga ocupante do quarto em que se hospeda, Catherine Earnshaw, e tem um pesadelo em que o fantasma de Catherine implora para deixá-la entrar pela janela. Heathcliff acorda com os gritos de Lockwood, que o deixam transtornado.
Lockwood opta por enfrentar a neve para retornar à Granja da Cruz dos Tordos, adoece e se encontra confinado à cama. Durante sua recuperação, a governanta Ellen "Nelly" Dean narra a história da família.

### O relato de Nelly
30 anos antes do aluguel de Lockwood, a casal Earnshaw vive no Morro dos Ventos Uivantes com seus dois filhos, Hindley e Catherine, e uma governanta - a Nelly. Retornando de uma viagem a Liverpool, o patriarca Earnshaw traz consigo um orfão. Alegando ter encontrado-o na rua, decide abrigá-lo e dar-lhe o nome de Heathcliff - nome do seu segundo filho biológico que não sobreviveu à infância. Apesar da verdadeira origem de Heathcliff é ser mantida como incerta, a aparência da criança é descrita como "cigana", possivelmente de origem indiana ou espanhola. Earnshaw trata o garoto como seu preferido enquanto negligencia Hindley e Catherine. Após a morte da Sra. Earnshaw, Hindley agride Heathcliff, que se aproxima cada vez mais de Catherine.
Hindley vai para a universidade, retornando como o novo senhor da família após a morte do seu pai. Junto à sua esposa, Frances, força Heathcliff a viver como um servente da casa e o sujeitam a extenso abuso verbal e emocional.
Em paralelo, Edgar Linton e sua irmã Isabella vivem na propriedade mais próxima, a Granja da Cruz dos Tordos. Heathcliff e Catherine bisbilhotam a família, e Catherine é atacada pelo cão de guarda da família quando são flagrados. Os Linton a hospedam enquanto se recupera, mas ordenam que Heathcliff retorne ao Morro dos Ventos Uivantes. Para o desespero de Heathcliff, Catherine retorna semanas depois como uma donzela refinada, orientada pelos Linton. Quando os Linton visitam Hindley, ambos desdenham de Heathcliff, resultando em uma briga. Heathcliff é então condenado a viver no porão da residência como punição, e promete a si mesmo que um dia obterá vingança.
Frances morre após dar luz ao seu único filho com Hindley, chamado Hareton. Dois anos depois, Catherine aceita o pedido de casamento de Edgar. Ela confessa a Nelly que Heathcliff é seu verdadeiro amor, mas que sente que não pode casar-se com ele por medo das consequências sociais e financeiras. Heathcliff escuta somente a segunda parte da confissão de Catherine, e foge da propriedade em desespero. Deprimida, Catherine adoece.
Três anos após sua fuga, com Edgar e Catherine já casados e esperando seu primeiro filho, Heathcliff retorna rico e educado. Ele seduz Isabella para vingar-se de Catherine. Eventualmente, é banido por Edgar, enfurecido com a presença constante de Heathcliff na Granja. Em resposta, Catherine se tranca no quarto e se recusa a comer. No Morro dos Ventos Uivantes, Heathcliff explora o vício em aposta de Hindley, convencendo-o a usar a propriedade como garantia de pagamento a Heathcliff para cobrir suas perdas. Heathcliff pede Isabella em casamento, mas a relação colapsa e logo retornam de sua lua de mel.
Catherine adoece, após nunca recuperar-se completamente da sua greve de fome, e Heathcliff a visita em segredo quando descobre a gravidade do seu estado de saúde. Catherine morre após dar luz a uma menina, Cathy, e em sua raiva, Heathcliff amaldiçoa Catherine - invocando seu espírito a assombrá-lo enquanto estiver vivo. Isabella, amargurada pela devoção de Heathcliff à falecida, foge com Linton, seu filho recém-nascido. Hindley morre meses depois como consequência do seu alcoolismo - com Hareton negligenciado por Hindley e Heathcliff desde seu nascimento, Heathcliff se torna o novo senhor do Morro dos Ventos Uivantes.
Doze anos depois, Isabella morre e Linton é levado de volta ao seu tio Edgar na Granja. Heathcliff insiste que seu filho deve viver com ele. Cathy e Linton gradualmente se apaixonam, e Heathcliff busca garantir que se casem para tomar posse da Granja. Após a morte de Edgar, Heathcliff insiste que vivam com ele no Morro.
Tendo obtido sua vingança, Heathcliff se torna progressivamente mais selvagem, levando os coabitantes do Morro a questionarem sua sanidade. Heathcliff revela que desenterrou o cadáver de Catherine na noite da sua morte, e seu fantasma o assombra desde então. Quando Linton morre inesperadamente, Cathy não tem opção além de permanecer no Morro dos Ventos Uivantes, e se aproxima de Hareton. Chegando aos dias atuais, Nelly conclui seu relato.

### Conclusão
Lockwood se cansa da charneca e decide voltar à cidade. Oito meses depois, retorna para uma visita e Nelly, agora governanta do Morro dos Ventos Uivantes, relata os acontecimentos desde sua partida.
A saúde de Heathcliff começou a declinar, levando-o a desistir de impedir a união de Cathy e Hareton. Passou a evitar o jovem casal, assombrado por visões de Catherine e assustado pela semelhança entre seu falecido amor e Cathy. Eventualmente deixa de comer e é encontrado morto no antigo quarto de Catherine por Nelly, que descreve a expressão do cadáver como monstruosa.
Cathy ensina Hareton a ler, e juntos planejam se mudar para a Granja com Nelly, deixando Joseph como zelador do Morro. Nelly alega que os moradores da região relatam ver os fantasmas de Catherine e Heathcliff vagando juntos pelos campos.
Lockwood visita as covas de Catherine, Edgar e Heathcliff, e acredita que os três finalmente encontraram descanso.

## Personagens

### Heathcliff
Heathcliff é o personagem central da trama. No início da história, é adotado pelo patriarca dos Earnshaw, aos sete anos de idade. Posteriormente, é caracterizado como passional, atormentado e vingativo, sentimentos tão fortes em sua personalidade que beiram a loucura. Maltratado, desprezado e humilhado desde a morte do Sr. Earnshaw, tornou-se um reles criado e é, ainda, proibido de ver Catherine. Ao saber do noivado de sua amada com seu rival Edgar, Heathcliff deixa o Morro dos Ventos Uivantes; retorna anos mais tarde, rico e com sede de vingança por ter sido privado do amor da sua vida, Catherine. Por isso, quer destilar seu ódio sobre todos os que considera culpados por seu sofrimento, sentimento que se intensifica após a morte de Catherine. Não contente em retaliar seus contemporâneos, vinga-se também da geração seguinte, mais precisamente dos filhos de Catherine e de Hindley (apesar de ser considerado um pai para este, Hareton).
Ele é considerado como um arquétipo do herói byroniano, cuja paixão é tão intensa que chega a destruir a si mesmo e aos outros a seu redor.

### Catherine Earnshaw
Jovem mimada, de espírito livre, ama Heathcliff tanto quanto ele a ama, mas, por questões financeiras, decide casar-se com Edgar Linton. Anos mais tarde, após o retorno de Heathcliff, as constantes disputas dos dois homens por seu amor a deixam debilitada mental e fisicamente. Ela morre ao dar à luz sua única filha.
Ela é um dos personagens mais complexos da trama, pois fica dividida entre o amor e o dinheiro.
Catherine Earnshaw também é descrita como uma pessoa de temperamento explosivo. Crises de choro, sentimentos intensos e flutuações de humor também são características típicas da personagem. Assim como seu amado Heathcliff, ela é uma pessoa passional em demasia. Ela também demonstra uma grande dificuldade em controlar suas emoções, possuindo acessos de fúria incontroláveis. Cathy (como é chamada) é uma personagem paradoxal, pois, ao mesmo tempo que é descrita como amável e sensível, é descrita como uma pessoa agressiva e delirante. Os seus sentimentos são muito intensos e uma angústia assola a sua alma. Cathy dizia sentir "dores" no coração e admitia que seu sangue fervia com facilidade.
Características psicológicas de Catherine Earnshaw:
- Magoava-se com facilidade;
- Passional;
- Mudanças súbitas de humor;
- Obstinada e incompreensiva;
- Histrionismo — essa intolerância à indiferença é demonstrada por inúmeras passagens do livros. O trecho a seguir elucida esta característica:

"O teu sangue-frio não consegue ficar febril; corre-te nas veias água gelada,mas nas minhas está o sangue a ferver, e ver tanta frieza à minha frente deixa-me desvairada". — Catherine Earnshaw;
Cathy era uma personagem que vivia no limite entre a normalidade e a loucura. Seus súbitos ataques de choro e sua dificuldade em controlar suas próprias emoções a levavam a características repletas de distúrbios psíquicos.
—Estou às portas da loucura, Nelly! Essa exclamação de Cathy elucida sua personalidade limítrofe.

### Edgar Linton
Edgar Linton é o marido de Catherine Earnshaw, e alvo da retaliação de Heathcliff. Pai de Catherine Linton, e irmão de Isabella Linton, tem características opostas a Heathcliff, mostrando uma personalidade gentil, mansa e de saúde frágil.
Morre pouco depois que sua filha Cathy casa-se com o filho de Heathcliff e Isabella Linton.

### Isabella Linton
Isabella Linton, figura secundária em grande parte de O Morro dos Ventos Uivantes, é irmã de Edgar Linton. Casa-se com Heathcliff contra os conselhos de sua família e tem um filho chamado Linton. Quando Isabella morre, Linton vai morar com o pai em Morro dos Ventos Uivantes. O casamento de Isabella com Heathcliff rende um estudo interessante sobre as relações de gênero dentro do casamento da Era Vitoriana, e levanta debates interessantes acerca da violência doméstica. 

### Hindley Earnshaw
Irmão de Catherine Earnshaw, pai de Hareton Earnshaw, e nêmesis de Heathcliff, desde que seu pai o trouxe para casa. Ao longo da trama, passa a viver uma vida degradante e miserável, tornando-se um alcoólatra após a morte de sua esposa, Frances. Heathcliff quer vingar-se pelas crueldades que ele lhe fez durante a infância.

### Ellen "Nelly" Dean
Ellen é a principal narradora da história e a testemunha de todos os acontecimentos. Geralmente chamada de “Nelly”, é a criada de Catherine e Hindley. Personagem inspirada na fiel serviçal de Emily Brontë, Tabhyta.

### Hareton Earnshaw
Filho de Hindley e sua esposa Frances. Ao longo do romance, ele faz planos para casar com Catherine Linton, por quem se apaixonou. É rude e ignorante. Não sabe ler, tampouco escrever. Porém, seu amor por Cathy (que acaba por ajudá-lo em sua alfabetização) faz com que ele aprimore sua educação. 

### Catherine Linton
Também conhecida como "Jovem Catherine" ou Cathy Linton, é a filha de Edgar Linton e Catherine Earnshaw e, a despeito dos desejos de vingança de Heathcliff, casa com Linton Heathcliff, filho de Heathcliff com Isabella Linton. Depois do falecimento de Linton Heathcliff, casa-se com Hareton Earnshaw, salvando o nome dos Earnshaw e restabelecendo o equilíbrio perdido da história.

### Linton Heathcliff
Filho de Isabella Linton e Heathcliff, que o faz casar com Cathy Linton. De saúde extremamente frágil, é leviano, pensa apenas em si próprio (apesar de dizer que ama Cathy) e teme seu pai. Cathy descobre-se sem bens, quando seu marido Linton morre e Heathcliff, para concretizar sua vingança, apresenta um testamento onde seu filho lhe passava tudo quanto possuía.

### Frances Earnshaw
De família e origens desconhecidas, Frances é a esposa de Hindley Earnshaw e mãe de Hareton. Frances morre ao dar à luz o filho. Quando viva, Cathy (sua cunhada, irmã de Hindley) a julga vulgar por portar-se de forma indecente, porém esses pensamentos tendem a mudar com o tempo. Nelly a julga boba em sua chegada na casa, além de reparar na saúde frágil da moça.

## Linha do tempo
- 1757:	Hindley nasce (verão); Nelly nasce.
- 1762:	Edgar Linton nasce.
- 1765:	Catherine Earnshaw nasce (verão); Isabella Linton nasce.
- 1771:	Heathcliff é trazido para "Wuthering Heights" por Mr. Earnshaw.
- 1773:	Mrs. Earnshaw morre (primavera).
- 1774:	Hindley vai para o colégio.
- 1777:	Hindley casa-se com Frances; Mr. Earnshaw morre e Hindley volta (outubro); Heathcliff e Catherine visitam "Thrushcross Grange" pela 1ª vez; Catherine volta para "Wuthering Heights".
- 1778:	Hareton nasce (junho); Frances morre.
- 1780:	Heathcliff parte de "Wuthering Heights"; Mr. e Mrs. Linton morrem.
- 1783:	Catherine casa com Edgar (março); Heathcliff volta (setembro).
- 1784:	Heathcliff casa com Isabella (fevereiro); Catherine morre e Cathy nasce (20 de março); Hindley morre; Linton nasce (setembro).
- 1797:	Isabella morre; Cathy visita "Wuthering Heights" e conhece Hareton; Linton vem para "Thrushcross Grange" e "Wuthering Heights".
- 1800:	Cathy encontra Heathcliff e vê Linton novamente (20 de março).
- 1801:	Cathy e Linton casam (agosto); Edgar morre (agosto); Linton morre (setembro); Mr. Lockwood vai para Thrushcross Grange e visita "Wuthering Heights", iniciando a narrativa.
- 1802:	Mr. Lockwood volta para Londres (janeiro); Heathcliff morre (abril); Mr. Lockwood volta para "Thrushcross Grange" (setembro).
- 1803:	Cathy planeja casar com Hareton (1º de janeiro).

## Interpretação Psicológica

### Interpretação Freudiana
A interpretação a seguir é de Linda Gold[carece de fontes?].
Pela teoria freudiana, Catherine seria o ego, Heathcliff, o id, e Edgar, o superego. Heathcliff (id) exterioriza impulsos primitivos; o id não é afetado pelo tempo, o qual parece não existir. Catherine (ego) relaciona-se com outras pessoas, testa o id contra a realidade. Edgar (superego) representa as regras do bom comportamento e da moral.
Catherine rejeita Heathcliff por uma avaliação realista que ela faz de seu possível futuro com ele e das vantagens de um futuro com Edgar. Ela opta pela segurança do superego em detrimento da obscuridade do id. Mas, para uma pessoa ser completa, ela necessita não só de seu ego e superego, mas também do id. Então ela espera que Edgar aceite Heathcliff em suas vidas, o que levaria à integração de sua personalidade. Quando seus planos não funcionam, ela perde a esperança em que seu desejo se torne realidade; sua personalidade fica fragmentada. Ela morre.
A filha de Catherine, Cathy Linton, seria uma continuação da primeira, isto é, mãe e filha representam o desenvolvimento de uma personalidade. Sua filha consegue o que ela não conseguiu: unir id, ego e superego, através de seus dois casamentos.
Uma outra interpretação : Por que o Morro/Charneca?
O morro ou a Charneca na história, por sua frivolidade representa a loucura e a insanidade do amor, como descrito pelo professor Chargllium[carece de fontes?].

## Casamento e violência doméstica

### Contexto histórico e social
Durante os séculos XVIII e XIX, o casamento era uma instituição central na sociedade inglesa, tanto por razões econômicas quanto pela preservação de linhagens aristocráticas. As mulheres, especialmente das classes alta e média, eram educadas para cumprir o papel de esposas obedientes, sendo vistas como propriedade de seus pais e, posteriormente, de seus maridos. A figura ideal da esposa era associada à submissão, pureza e delicadeza.
Com o advento da era vitoriana, surgiram novos ideais sobre o casamento, que passou a ser associado ao companheirismo e ao amor romântico. Ainda assim, na prática, o casamento continuava a ser uma estrutura de opressão para muitas mulheres, que não possuíam direitos legais sobre seus próprios corpos e bens.

### Violência doméstica e o sistema legal vitoriano
Antes da aprovação da Lei do Divórcio de 1857, as mulheres britânicas tinham pouquíssimos meios legais para se separar de maridos abusivos. O divórcio era caro, raro e socialmente estigmatizado. A escritora Emily Brontë, ao retratar a violência vivida por Isabella Linton — mesmo sendo uma mulher da elite —, desafia a ideia de que o abuso conjugal era exclusivo das classes populares.
Pensadores como John Stuart Mill e Harriet Taylor Mill também denunciaram como o status legal das esposas se assemelhava ao da escravidão, dado o grau de controle e submissão imposto às mulheres casadas.

### Isabella e Heathcliff
O casamento entre Isabella Linton e Heathcliff, no romance O Morro dos Ventos Uivantes (1847), é retratado como profundamente abusivo e marcado por violência, desilusão e opressão.
Inicialmente, Isabella, criada segundo os ideais vitorianos de feminilidade e romantismo, se apaixona por Heathcliff, acreditando tratar-se de um amor idealizado, ignorando os alertas de Catherine Earnshaw sobre seu temperamento vingativo. Movida por essa fantasia, foge de casa e se casa com ele, rompendo com seu irmão, Edgar Linton.
O casamento, no entanto, rapidamente se revela um pesadelo. Isabella sofre abuso psicológico e físico. Heathcliff deixa claro que não a ama e que seu casamento foi motivado por vingança. Ele a subjuga, isola socialmente e a mantém confinada. A situação é tão grave que Isabella escreve uma carta a Nelly, revelando arrependimento, medo e ódio por Heathcliff, chegando a compará-lo a um demônio. O fato de ela engravidar nesse contexto sugere, inclusive, a possibilidade de violência sexual, embora o texto não a descreva explicitamente.
Esse casamento se torna símbolo da crítica de Emily Brontë às normas patriarcais e legais da época, nas quais o marido detinha poder absoluto sobre a esposa. Sem apoio legal ou familiar, Isabella vive em extrema opressão até conseguir fugir após uma briga violenta, abandonando o marido mesmo diante da marginalização social. Após a fuga, permanece isolada da família e à margem da sociedade, revelando como o casamento, idealizado como espaço de proteção e felicidade, podia, na prática, ser um lugar de aprisionamento e sofrimento para as mulheres vitorianas.

### Crítica feminista
A obra também dialoga com a crítica literária feminista, como a de Sandra Gilbert e Susan Gubar, que observam como Brontë, por meio das experiências de Isabella e Catherine, questiona os limites impostos às mulheres vitorianas e as consequências destrutivas do patriarcado. Isabella, ao romper com seu casamento e com os papéis impostos, torna-se uma figura de resistência frente às expectativas de comportamento feminino do período.

## Adaptações
A mais antiga adaptação de Wuthering Heights foi filmada na Inglaterra, em 1920, e dirigida por A. V. Bramble.
A mais famosa filmagem é a de 1939, estrelando Laurence Olivier e Merle Oberon, sob a direção de William Wyler. Essa adaptação elimina a segunda geração da história (jovem Cathy, Linton e Hareton). Em 1939, venceu o New York Film Critics Circle Award como melhor filme, e foi indicado ao Oscar de melhor filme.
O filme de 1970, com Timothy Dalton como Heathcliff, foi a primeira versão colorida do romance, e é interessante pois supõe que Heathcliff pode ser meio-irmão ilegítimo de Cathy. O caráter de Hindley é retratado de maneira mais simpática, e a história é alterada.
Em 1978 foi lançada pela BBC uma minissérie, estrelada por Ken Hutchison (como Heathcliff) e Kay Adshead (como Catherine).
O filme Wuthering Heights de 1992, estrelando Ralph Fiennes e Juliette Binoche é interessante por incluir a segunda geração, antes omitida, na história.
Em 1998 foi lançado mais um filme, dirigido por David Skynner, com  Robert Cavanah e Orla Brady como protagonistas e ainda a participação de Matthew Macfadyen como Hareton Earnshaw. Versão muito interessante, em que o casal Cathy (Linton) e Hareton é destacado de maneira bela e doce.
Outras adaptações interessantes da história incluem a do espanhol Luis Buñuel em 1954, com Heathcliff e Cathy renomeados como Alejandro e Catalina. Em 2003, a MTV produziu uma versão na moderna Califórnia, com personagens como colegiais.
O romance tem sido popular em ópera e cinema, ressaltando as óperas escritas por Bernard Herrmann e Carlisle Floyd (ambos fixando a primeira metade do livro) e um musical de Bernard J. Taylor, com uma canção de Kate Bush.
Em 1993, uma banda brasileira de power metal, Angra, fez um diferente arranjo da canção de Kate Bush, Wuthering Heights, dando à música uma harmonização mais pesada com as guitarras e lançou no seu album Angels Cry.
No outono de 2008, Mark Ryan lançou uma dramatização musical narrada por Beowulf e Ray Winstone. Ele também dirigiu o video para a canção "Women", com Jennifer Korbee, Jessica Keenan Wynn e Katie Boeck.
Em agosto de 2009, ITV levou ao ar uma série em duas partes, estrelando Tom Hardy, Charlotte Riley, Sarah Lancashire, e Andrew Lincoln.
No ano de 2011, o diretor Andrea Arnold lançou uma nova adaptação, com Kaya Scodelario como Cathy.
No Brasil duas telenovelas foram feitas, em 1967 e 1973, respectivamente O Morro dos Ventos Uivantes e Vendaval.

## Traduções
- A primeira tradução no Brasil, com o título Morro dos Ventos Uivantes, foi feita em 1938, por Oscar Mendes, então da Editora Globo.[13] Tradução essa que, em vários pontos, difere do original — No nono capítulo, por exemplo, há o trecho de uma antiga balada dinamarquesa, traduzida para o Scots como The Ghaist's Warning (O Aviso do Fantasma), que em tal tradução é substituída por uma canção infantil popular portuguesa (Chô Chô Pavão). A balada original, que traduzida seria "Era tarde da noite e as crianças choravam; a mãe debaixo da terra aquilo ouviu (...)", faz uma alusão à fala de Nelly quando Hindley joga Hareton escada abaixo "Não me admira que a mãe dele não levante da cova", e sendo substituída  faz a passagem perder o sentido.
- Em Portugal, publicado como O Monte dos Vendavais, com tradução de Fernando de Macedo, Lisboa: Inquérito, 1940 (Coleção Os Melhores Romances dos Melhores Romancistas, nº 6), com várias edições posteriores.
- Em 1947, foi feita uma tradução por Rachel de Queiroz, pela Livraria José Olympio Editora, como Morro dos Ventos Uivantes. Em 2010, a Editora Abril lançou  a nova Coleção "Clássicos Abril", em que O Morro dos Ventos Uivantes é o volume 23, utilizando a mesma tradução de Rachel de Queiroz, originalmente da Livraria José Olympio Editora.
- O Monte dos Vendavais, tradução de Maria Fernanda Cidrais, Porto: Civilização (Coleção Popular, nº 40), com edições em 1955, 1960, 1977 (Coleção Clássicos Civilização, Autores Ingleses).
- Monte dos Vendavais, tradução de Leyguarda Ferreira, Lisboa: Romano Torres, 1957 (2ª edição), 1964 (3ª edição, Coleção Obras Escolhidas de Autores Escolhidos, nº 25).
- O Monte dos Ventos Uivantes, tradução Maria Franco & Cabral do Nascimento, foi publicado pela Portugália Editora, em 1966 (Coleção Os Romances Universais, nº 35); pela Mem Martins: Europa-América, 1971 (2ª edição), 1988 (Coleção Livros de Bolso Europa-América, nº 10); pela Lisboa: Círculo de Leitores, em 1971, 1973, 1980; pela Lisboa: Relógio d’Água, em 2007.
- Em 1971, a Editora Bruguera lançou o Morro dos Ventos Uivantes, na sua Coleção "Livro Amigo", volume 44, com tradução de Vera Pedroso, acompanhado de uma Notícia Biográfica sobre Ellis Bell e Acton Bell e um Prefácio do Editor, por Charlotte Brontë. Foi editado em convênio com o Instituto Nacional do Livro.
- A Editora Abril, em 1971, lançou "Os Imortais da Literatura Universal", em que o Morro dos Ventos Uivantes foi o 10º volume, utilizando a tradução de Oscar Mendes, sob licença da Editora Globo. Vale ressaltar que, nessa tradução, os nomes de alguns personagens são diferentes. A irmã de Edgar Linton não se chama Isabella e sim Isabel. Não vemos o nome de ambas Catherine, e sim Catarina. A esposa de Hindley é Francisca e não Frances, e por fim Ellena "Nelly" Dean é Helena.
- O Alto dos Vendavais, tradução Ana Maria Chaves, Lisboa: Dom Quixote, 1993 (1ª edição, Coleção Ficção Universal, nº 140),[14] 1999 (2ª edição). A mesma tradução de Ana Maria Chaves, como O Monte dos Vendavais, com narração de Raimundo João Queirós Lopes, foi publicada pela Mem Martins: Europa-América, 1997 (2ª edição), Coleção Clássicos, nº 23,[15] e pela Alfragide: Gailivro, em 2010. Em 1994, a tradução de Ana Maria Chaves, sob o título A Colina dos Vendavais, foi publicado pela RBA Editores.
- O Monte dos Vendavais, tradução de Fernanda Pinto Rodrigues, Lisboa: Presença, 2009 (Coleção Obras Literárias Escolhidas, nº 9).
- O Monte dos Vendavais, tradução de Ana Ribeiro, Matosinhos: Book.it, 2011 (Coleção Clássicos da Literatura Universal).
- O Morro dos Ventos Uivantes, tradução Solange Pinheiro, São Paulo: Martim Claret, 2014/2018. Esta tradução respeita o idioleto de Yorkshire das personagens, e é resultado da dissertação de mestrado (FFLCH-USP) da tradutora[16]